# بولنت أكين (لاعب كرة قدم مواليد 1923)
بولنت أكين (بالتركية: Bülent Eken)‏، من مواليد 26 أكتوبر 1923، وتوفي بتاريخ 25 يوليو 2016، وهو لاعب كرة قدم تركي سابق، كان يلعب بمركز الدفاع، وشارك مع زملائه في نهائيات كأس العالم 1954 بسويسرا، لعب في أندية غلطة سراي التركية وناديي ساليرنيتانا وباليرمو الإيطاليتان.